# 唐振琪
唐振琪（1944年2月—），中华人民共和国政治人物、外交官。

## 生平
1966年，毕业于上海师范大学外语系。1972年，调入外交部，担任驻巴基斯坦使馆翻译、外交部西业北非司官员。1989年，任驻以色列旅游办事处主任。1992年1月，建交后任临时代办。1993年，担任外交部西亚北非司参赞。1998年，任中华人民共和国驻纳米比亚大使。2000年，担任中华人民共和国外交部办公厅主任。2002年，接替甄建国，担任中华人民共和国驻希腊大使。2004年，由田学军接任。2005年退休。